# Гончаренко, Александр Васильевич
Александр Васильевич Гончаренко (укр. Олександр Васильович Гончаренко; род. 11 августа 1974, Беленькое, Донецкая область) — украинский политик. Городской глава Краматорска (с 2020 года). Депутат Краматорского городского совета (2010—2020). Являлся членом Партии регионов и партии «Наш край».

## Биография
Родился 11 августа 1974 года в посёлке Беленькое Краматорского городского совета. Окончил краматорскую школу № 22, где учился с будущим политиком и предпринимателем Максимом Ефимовым. Учился в Бернском университете по специальности «экономика предприятия», но в итоге окончил Донецкий национальный университет по специальности «финансы и кредит».
Являлся директором по маркетингу и сбыту на заводе «Энергомашспецсталь». Совладелец предприятия «Краматорский кролик» и фермерского хозяйства «Ясногоровское».

### Политическая деятельность
В 2010 году являясь членом Партии регионов победил на мажоритарном округе в посёлке Ясногорка и стал депутатом Краматорского городского совета. Являлся председателем постоянной планово-бюджетной комиссии.
Во время досрочных парламентских выборов 2014 года являлся доверенным лицом кандидата Максима Ефимова.
На местных выборах 2015 года вновь прошёл в городской совет Краматорска, будучи членом партии «Наш край». Возглавлял планово-бюджетную комиссию.
В 2020 году выставил свою как кандидатуру как беспартийный самовыдвиженец на выборах городского головы Краматорска. В первом туре занял первое место с результатом 48 % голосов избирателей. Накануне второго тура Гончаренко поддержали местные ячейки партии «Слуга народа» и «Оппозиционная платформа — За жизнь». Во втором туре победил действующего градоначальника Андрея Панкова, набрав 57 % голосов избирателей.

## Личная жизнь
Женат, воспитывает дочь.

## Награды
- Орден «За заслуги» III степени (22 января 2024 года) — за значительные заслуги в укреплении украинской государственности, мужество и самоотверженность, проявленные в защите суверенитета и территориальной целостности Украины, весомый личный вклад в развитие различных сфер общественной жизни, добросовестное выполнение профессионального долга[6].